# Премиера
 За американския филм вижте Премиера (филм).  
Премиера се нарича първото публично показване на драматично, филмово, цирково или музикално представление. Понятието идва от френската дума „première“, която означава „първи“. Обикновено премиерите на значими представления привличат общественото внимание и биват отразявани по медиите. Често за декорация се използват червени килими. Понякога филмовите премиери се излъчват на филмови фестивали, преди да станат общодостъпни по киносалоните.